# Намсан (Сеул)
Намсан (кор. 남산), або гора Нам — вершина, розташована в районі Чунгу міста Сеул. Її висота складає 262 метри над рівнем моря. На горі Нам розташована Сеульська Телевежа. На вершину ведуть стежки, які використовуються задля прогулянок або фізичних вправ. Також, Намсан обслуговується канатною дорогою.